# Њидско језеро
Њидско језеро (Jezioro Nidzkie) је језеро у Пољској. Налази се на Мазурској висоравни у Варминско-Мазуријском војводству. Око језера се налази Писка прашума. Површина језера је 1831 ha, максимална дубина је 23,7 m, а средња дубина 6,2 m. На северу је повезано преко језера Гузјанка Вјелка и Гузјанка Мала са језером Белдани. На језеру се налази резерват природе „Њидско језеро“. Вода у језеру спада у II класу по чистоћи. Дно је муљевито. Обална линија је разуђена. Обале су високе, стрме и пошумљене.